# St. Bonifatius (Lübeck)

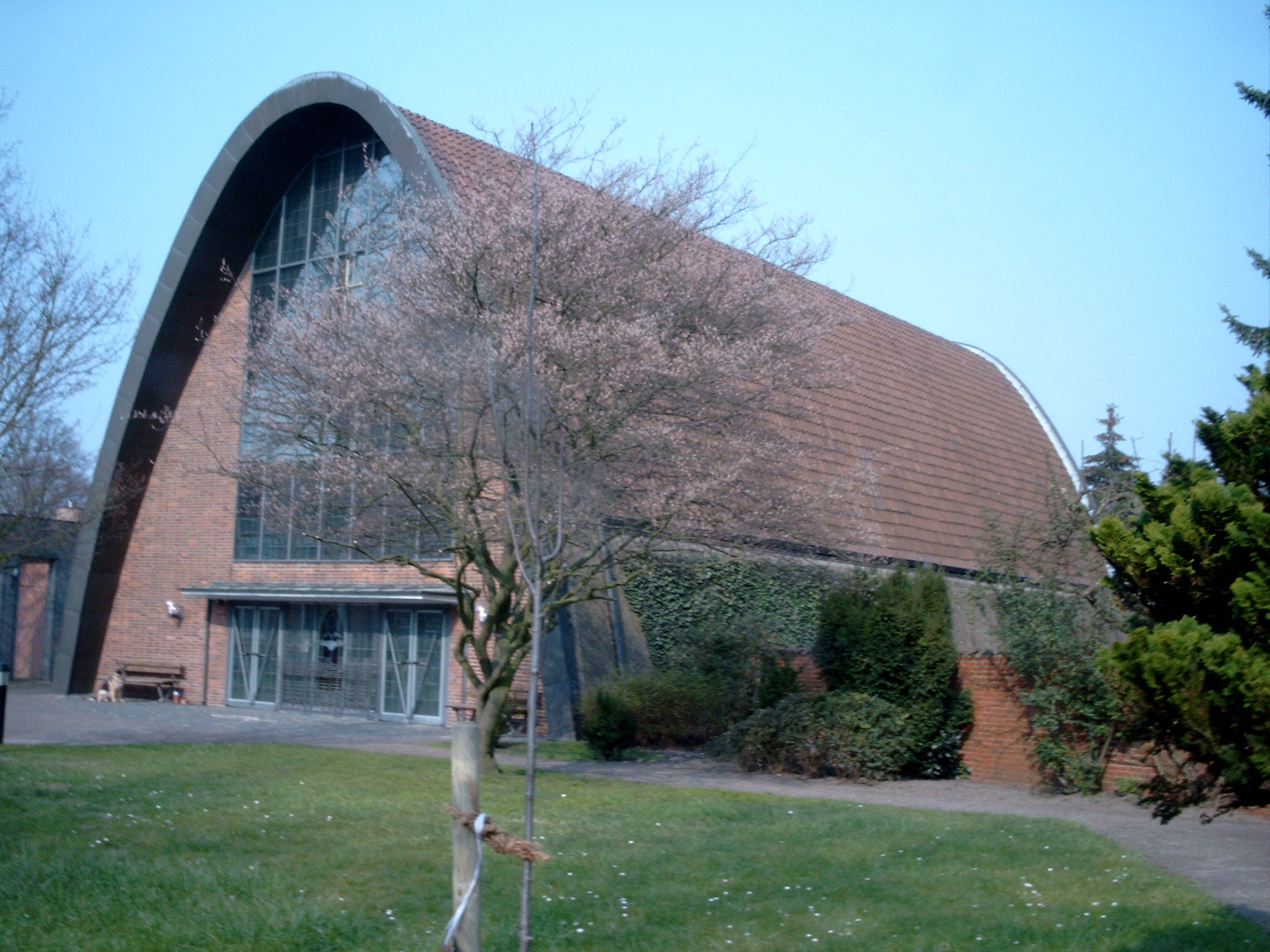
Kirche St. Bonifatius in Lübeck

Das Kirchengebäude von St. Bonifatius wurde 1952 von dem Architekten Emil Steffann in der Vorstadt Lübeck-St. Lorenz-Nord als Notkirche errichtet, da die Anzahl der Katholiken mit den Flüchtlingen des Zweiten Weltkriegs um das Fünffache angestiegen war.

## Gebäude
Flüchtlinge fanden vielfach in halbrunden Nissenhütten ein Lager, woran die Hallenkirche mit der Form einer aufrecht stehenden Parabel erinnert. Das mit Pfannen gedeckte Dach geht in Mauerwerk über. An der Querseite wird durch einen niedrigen Vorraum unter der Orgelempore der Gemeinderaum erschlossen, die Eingänge liegen beidseitig des mittigen Taufbeckens. Die Wand gegenüber ist muschelförmig gewölbt und wird mit einem der Linie der Parabel folgenden Fensterband umrahmt, welches die Kirche in die Unendlichkeit des Raums stellt. Vor der Konche steht auf einem Treppenpodest der Altar, seitlich schließt die Sakristei als rechteckiger Baukörper an. Der Gemeinderaum ist schlicht und hat 2 × 160 Sitzplätze.

## Bautechnik
Bei dem Entwurf von Emil Steffann fand die Technik, Dächer ohne Holz zu bauen, Anwendung. Diese wurde von der ehemaligen Lübecker Baufirma Erich Trautsch aufgrund der großen Materialnot der Zeit entwickelt. Besonders wirtschaftliche Hohlsteine aus Beton und Trümmersplitt wurden unter Verwendung von Hochofenschlacke abschnittweise mit Hilfe gebogener Holzrahmen, die stückweise versetzt wurden, vermauert.

## Name
Die römisch-katholische Kirche wurde 1952 dem Namenspatron St. Bonifatius, dem Apostel der Deutschen, geweiht.